# Szczucin (gromada)
Szczucin – dawna gromada, czyli najmniejsza jednostka podziału terytorialnego Polskiej Rzeczypospolitej Ludowej w latach 1954–1972.
Gromady, z gromadzkimi radami narodowymi (GRN) jako organami władzy najniższego stopnia na wsi, funkcjonowały od reformy reorganizującej administrację wiejską przeprowadzonej jesienią 1954 do momentu ich zniesienia z dniem 1 stycznia 1973, tym samym wypierając organizację gminną w latach 1954–1972.
Gromadę Szczucin z siedzibą GRN w Szczucinie (wówczas wsi) utworzono – jako jedną z 8759 gromad na obszarze Polski – w powiecie dąbrowskim w woj. krakowskim, na mocy uchwały nr 21/IV/54 WRN w Krakowie z dnia 6 października 1954. W skład jednostki weszły obszary dotychczasowych gromad Szczucin, Lubasz, Łęka Szczucińska, Łęka Żabiecka i Świdrówka ze zniesionej gminy Szczucin w tymże powiecie. Dla gromady ustalono 27 członków gromadzkiej rady narodowej.
30 czerwca 1960 do gromady Borki przyłączono wsie Delastowice i Laskówka Delastowska ze zniesionej gromady Delastowice oraz wieś Dąbrowica ze zniesionej gromady Dąbrowica.
31 grudnia 1961 do gromady Szczucin przyłączono obszar zniesionej gromady Zabrnie.
1 stycznia 1969 do gromady Szczucin przyłączono wieś Radwan ze zniesionej gromady Smęgorzów.
Gromada przetrwała do końca 1972 roku, czyli do kolejnej reformy gminnej. 1 stycznia 1973 reaktywowano gminę Szczucin.